# Elecciones generales de Suecia de 1932

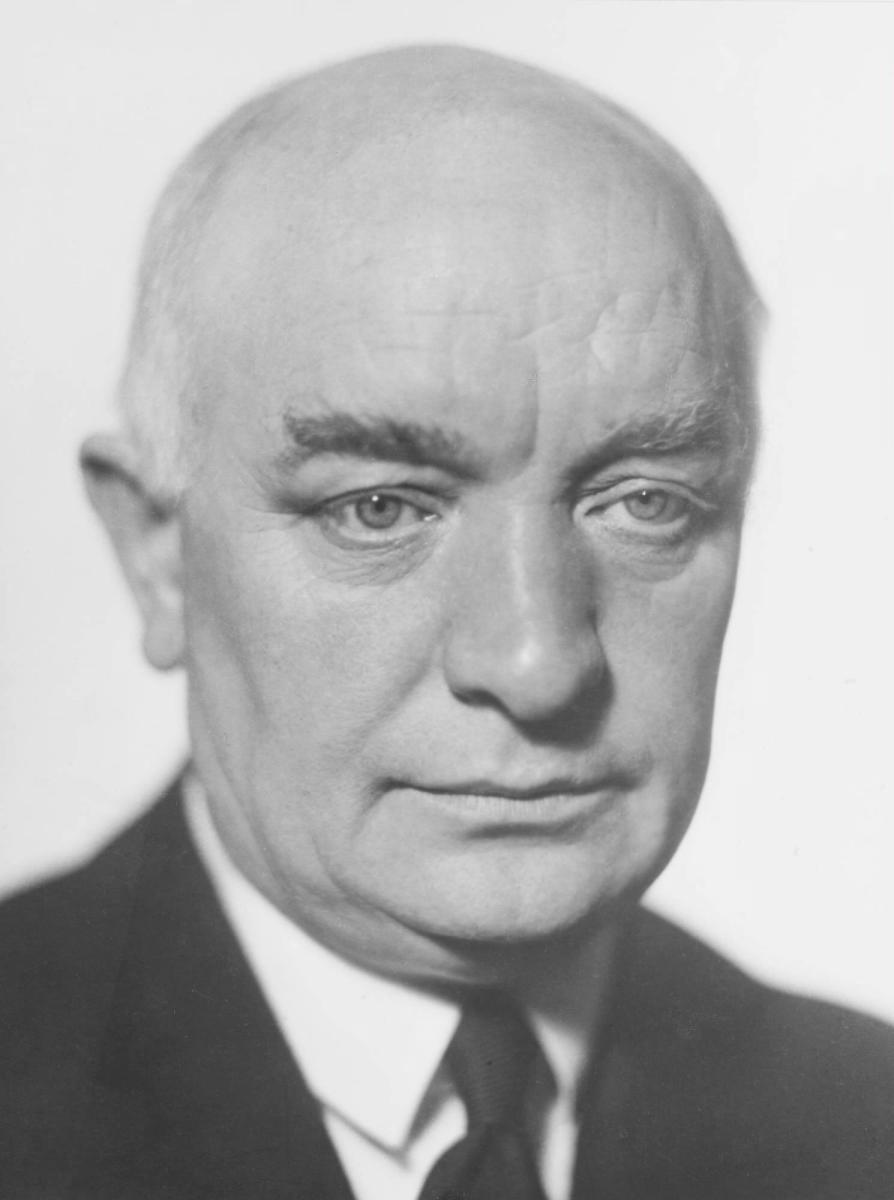
Per Albin Hansson, quién fuera primer ministro de Suecia (28 de septiembre de 1936-6 de octubre de 1946) y líder del Partido Socialdemócrata Sueco

Las elecciones generales de Suecia fueron realizadas entre el 17 y 18 de septiembre de 1932. El Partido Socialdemócrata Sueco permaneció como el partido más grande del país, ganando 104 de los 230 escaños en la Segunda Cámara del Riksdag. El partido volvió a gobernar luego de permanecer 6 años en la oposición, dando paso a que gobernaran Suecia durante 44 años de manera casi ininterrumpida (haciendo una única excepción en 3 meses en 1936).

## Resultados
| Partido                                   | Votos     | %    | Escaños | +/–   |
| ----------------------------------------- | --------- | ---- | ------- | ----- |
| Partido Socialdemócrata Sueco             | 1.040.689 | 41.7 | 104     | +14   |
| Partido de la Coalición Moderada          | 585.248   | 23.5 | 58      | 15    |
| Partido del Centro                        | 351.215   | 14.1 | 36      | +9    |
| Asociación Nacional del Libre Pensamiento | 244.577   | 9.8  | 20      | –8    |
| Partido Comunista de Suecia (Kilbommare)  | 132.564   | 5.3  | 6       | Nuevo |
| Partido de la Izquierda                   | 74.245    | 3.0  | 2       | –6    |
| Partido Liberal de Suecia                 | 48.722    | 2.0  | 4       | 0     |
| Partido Nacionalsocialista Sueco          | 15.170    | 0.6  | 0       | Nuevo |
| Otros partidos                            | 2.676     | 0.1  | 0       | 0     |
| Votos en blanco/nulos                     | 6.060     | –    | –       | –     |
| Total                                     | 2.501.166 | 100  | 230     | 0     |
| Participación electoral                   | 3.698.935 | 67.6 | –       | –     |
| Fuente: Nohlen & Stöver                   |           |      |         |       |